# Saint-Gervais (Isère)
Saint-Gervais – miejscowość i gmina we Francji, w regionie Owernia-Rodan-Alpy, w departamencie Isère.
Według danych na rok 1990 gminę zamieszkiwało 295 osób, a gęstość zaludnienia wynosiła 22 osób/km² (wśród 2880 gmin regionu Rodan-Alpy Saint-Gervais plasuje się na 1334. miejscu pod względem liczby ludności, natomiast pod względem powierzchni na miejscu 883.).